# Alfred Hübler
Alfred W. Hübler (* 16. Mai 1957 in München; † 27. Januar 2018 in Urbana, Illinois) war ein deutscher Physiker, der sich experimentell und theoretisch mit der Physik komplexer Systeme und chaotischer Dynamik beschäftigte.
Hübler studierte an der TU München Physik. Während eines Aufenthaltes 1981 bei Hermann Haken in Stuttgart lernte er das Gebiet der Synergetik kennen. Zurück an der TU München gründete er am Lehrstuhl E13 bei Edgar Lüscher mit finanzieller Unterstützung von Messerschmitt-Bölkow-Blohm und MAN eine Forschungsgruppe, die auf über 100 Mitglieder anwuchs. 1987 promovierte er (Beschreibung und Steuerung nichtlinearer Systeme). Nach einem weiteren Jahr bei Haken ging er 1989 an die University of Illinois und leitete seitdem dort das Center for Complex Systems Research. Seit 2004 war er Chefeditor der Zeitschrift Complexity.
Seine Leistungen sind vor allem die Erweiterung des Resonanzbegriffs auf nichtlineare Systeme, wodurch sich Möglichkeiten zur Steuerung und Spektroskopie chaotischer Systeme ergeben, und die Entwicklung vieler Experimente im Bereich Chaos und Strukturbildung.
Als methodisch bedeutsam gilt sein interdisziplinärer Ansatz: sowohl die Kopplung von theoretischer und experimenteller Physik als auch die Einbeziehung von Wissenschaftlern anderer Bereiche. Auch die vertikale Verteilung der Forscher seiner Gruppe gilt als außergewöhnlich; das Spektrum reicht von Schülern, die ihr Facharbeitsthema bei ihm fanden, bis zu berühmten Senioren der Naturwissenschaft, die zu Gast waren.

## Privates
Alfred Hübler war verheiratet und Vater von sechs Töchtern.

## Verweise
1. ↑  http://www.news-gazette.com/obituaries/2018-01-31/alfred-hubler.html
2. ↑  A. Hübler: Modeling and Control of Complex Systems: Paradigms and Applications, in Modeling Complex Phenomena, L. Lam, A. Naroditsky(Eds.), Springer, New York, S. 5–65 (1992).
3. ↑  H.-C.Schulz, S.Hilgenfeldt: Experimente zum Chaos, Spektrum der Wissenschaft, Januar 1994.

| Personendaten    | Personendaten      |
| ---------------- | ------------------ |
| NAME             | Hübler, Alfred     |
| ALTERNATIVNAMEN  | Hübler, Alfred W.  |
| KURZBESCHREIBUNG | deutscher Physiker |
| GEBURTSDATUM     | 16. Mai 1957       |
| GEBURTSORT       | München            |
| STERBEDATUM      | 27. Januar 2018    |
| STERBEORT        | Urbana, Illinois   |